# Звонкий лабиовелярный аппроксимант
Зво́нкий лабиовеля́рный аппроксима́нт — тип ртового центрального согласного звука, встречающийся в ряде языков мира. Этот звук является коартикулированным: при его произнесении язык приближается к мягкому нёбу, а губы принимают округлую форму, делая звук лабиализованным. Таким образом, этот звук является лабиализованным велярным аппроксимантом [ɰ] ([ɰʷ]) и полугласным, соответствующим огубленному гласному заднего ряда верхнего подъёма [u].
В Международном фонетическом алфавите звонкий лабиовелярный аппроксимант обозначается символом w, в системе X-SAMPA — символом w.
Среди восточнославянских языков присутствует в белорусском (обозначается буквой ў), в украинском (в конце слогов и целых слов, обозначается как в) и в диалектах русского. В диалектах русского языка звук отмечается как в северорусских (например, в вологодской группе говоров), так и в южнорусских говорах (например, в юго-западной диалектной зоне). Звук w в древнерусском языке был унаследован от праславянского и существовал во всех его наречиях до падения редуцированных.

## Примеры
| Язык          | Язык             | Слово      | МФА                  | Значение        | Примечания                                                 |
| ------------- | ---------------- | ---------- | -------------------- | --------------- | ---------------------------------------------------------- |
| Абхазский     | Абхазский        | ауаҩы      | [owoˈɥy]             | человек         | См. статью «Абхазский язык»                                |
| Арабский      | Стандартный      | وَرْد        | [ward]               | розы            |                                                            |
| Аварский      | Аварский         | воржине    | [worʒinʲe]           | летать          |                                                            |
| Казахский     | Казахский        | ауа        | [awa]                | воздух          |                                                            |
| Каталанский   | Каталанский      | blau       | [blaw]               | синий (m)       |                                                            |
| Китайский     | Севернокитайский | 王/wáng    | [wɑŋ˧˥]              | князь; король   |                                                            |
| Английский    | Английский       | weep       | [wiːp]               | плакать, рыдать | См. статью «Английская фонология»                          |
| Французский   | Французский      | oui        | [wi]                 | да              | См. статью «Французская фонология»                         |
| Гавайский     | Гавайский        | wikiwiki   | [wikiwiki]           | быстрый         | Может реализовываться как [v]                              |
| Осетинский    | Осетинский       | уарзын     | [ˈwarzən]            | любить          |                                                            |
| Ирландский    | Ирландский       | vóta       | [ˈwoːt̪ˠə]            | голосовать      | См. статью «Ирландский язык»                               |
| Итальянский   | Итальянский      | uomo       | [ˈwɔmo]              | мужчина         | См. статью «Итальянский язык»                              |
| Японский      | Японский         | 私/watashi | [ɰ͡β̞ataɕi]            | я               | Произносится с компрессией губ. См. статью «Японский язык» |
| Пушту́         | Пушту́            | ﻭﺍﺭ        | [wɑr]                | однажды         |                                                            |
| Польский      | Польский         | łaska      | МФА: [ˈwaska]о файле | прощение        | См. статью «Польский алфавит»                              |
| Белорусский   | Белорусский      | заўтра     | [ˈzawtrɐ]            | завтра          | См. статью «Белорусский алфавит»                           |
| Португальский | Португальский    | água       | [ˈaɡwɐ]              | вода            |                                                            |
| Язык сери     | Язык сери        | cmiique    | [ˈkw̃ĩːkːɛ]           | человек         | Аллофон фонемы /m/                                         |
| Испанский     | Испанский        | cuanto     | [ˈkwãn̪t̪o̞]            | сколько         | См. статью «Испанская фонология»                           |